# Void (Verbindungstechnik)
Als Voids, auch Lunker oder Hohlräume genannt, werden Einschlüsse in der Lötstelle im Bereich der Bauelementeanschlüsse beim Löten bezeichnet.

## Lotpastendruck
Auf die Leiterplatte wird vor der SMD-Bestückung die Lotpaste gedruckt. Hierbei handelt es sich um eine zusammenhängende Fläche von Lotpaste.

## Aufschmelzen der Lotpaste
Beim Reflow-Lötprozess oder Dampfphasenlöten wird die Lotpaste erwärmt und die enthaltenen Lotbestandteile schmelzen auf. Das enthaltene Flussmittel sorgt für eine Benetzung der Bauelementanschlussmetallisierung und der Kupferfläche der Leiterplatte. 

## Wirkung des Flussmittels
Das aufschmelzende Lot zieht sich durch die Oberflächenspannung zusammen und verdrängt beim Benetzen das enthaltene Flussmittel weitgehend nach außen. Ebenfalls werden gelöste Oxidreste der Anschlussmetallisierung des Bauelements und der Kupferfläche der Leiterplatte gelöst und an den Rand der Lötstelle verdrängt.

## Bildung des Voids
Besonders bei größeren Flächen muss das Flussmittel einen weiteren Weg von der Mitte des Pastendepots zum Rand hin zurücklegen. Je größer diese Strecke ist, desto größer ist das Risiko, dass das Flussmittel nicht vollständig durch das flüssige Lot verdrängt wird und sich als Fehlstelle innerhalb der eigentlichen Lötstelle ansammelt. Weiterhin können sich in diesem Bereich die vom Flussmittel gelösten Oxide ansammeln.
Neben dem Einschluss von Flussmittelresten und Oxidresten innerhalb der Löstelle kann der nachfolgende Effekt ebenfalls auftreten. Die verbleibenden Reste des Flussmittels und Oxidreste können in ungünstigen Fällen, während das Lot flüssig ist, explosionsartig austreten. Dadurch können unter anderem Lotkugeln entstehen.

## Minimierung des Risikos
Das Risiko von Voids kann reduziert werden, indem anstelle einer einzelnen großen Lotpastenfläche mehrere benachbarte kleine Lotpastenflächen gedruckt werden. Hierbei kann das enthaltene Flussmittel durch die eingebrachten Stege leichter entweichen.
Weiterhin neigen Lotpasten mit einem geringeren Anteil von Flussmittel tendenziell weniger zur Bildung von Voids.